# Університет Сальвадору
Університет Сальвадору (UES) — найстаріший та найпопулярніший університет у Сальвадорі. Головний кампус, Ciudad Universitaria, розташований у столиці країни, місті Сан-Сальвадор, проте має філії в інших містах Сальвадору: Санта-Ана, Сан-Мігель та Сан-Вісенте.

## Факультети

### Центральний кампус
- Агрономічний
- Економічний
- Гуманітарний
- Математики та природничих наук
- Технологій та архітектури
- Юридичний та соціальних наук
- Медичний
- Одонтологічний
- Хімії та фармакології

### Інші
- Південний факультет (Санта-Ана)
- Східний факультет (Сан-Мігель)
- Центральний факультет (Сан-Вісенте)

## Видатні випускники
- Клаудія Іветте Канхура де Сентено
- Хосе Крісанто Саласар
- Еухеніо Агілар
- Ісідро Менендес
- Хуан Хосе Каньяс
- Наполеон Родрігес Руїс
- Фабіо Кастільйо Фігуероа
- Рафаель Менхівар Ларін
- Марія Ісабель Родрігес